# هیروکی فوجیهارو

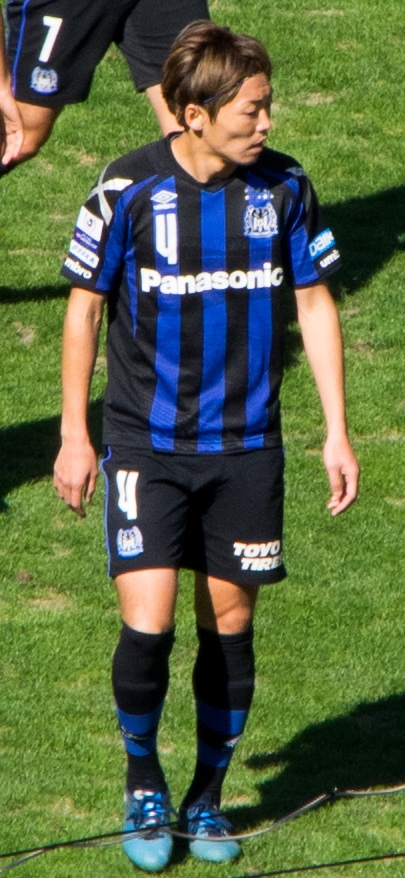
هیروکی فوجیهارو در سال ۲۰۱۶

هیروکی فوجیهارو (ژاپنی: 藤春 廣輝؛ زادهٔ ۲۸ نوامبر ۱۹۸۸) یک بازیکن فوتبال اهل ژاپن است. وی در تیم ملی فوتبال ژاپن بازی کرده است.